# Negra Livre
Negra Livre é o segundo álbum solo da cantora brasileira Negra Li, lançado em 29 de setembro de 2006. O sucesso do disco chamou a atenção da mídia nacional, puxado pela canção "Você Vai Estar na Minha". Também se destaca a participação de Caetano Veloso na canção "Meus Telefonemas".

## Faixas
| N.º | Título                                    | Duração |  |
| 1.  | "Ninguém Pode Me Impedir"                 | 3:40    |  |
| 2.  | "Você Vai Estar na Minha"                 | 3:25    |  |
| 3.  | "Amar Em Vão"                             | 3:53    |  |
| 4.  | "Compaixão"                               | 3:23    |  |
| 5.  | "Meus Telefonemas" (part. Caetano Veloso) | 3:49    |  |
| 6.  | "Mundo Jovem"                             | 3:29    |  |
| 7.  | "Negra Livre"                             | 3:39    |  |
| 8.  | "Tudo Era Lindo"                          | 4:02    |  |
| 9.  | "Chegou A Hora"                           | 4:24    |  |
| 10. | "Por Você"                                | 3:58    |  |
| 11. | "Eu Não Te Quero Pouco"                   | 3:29    |  |
| 12. | "Teu Sorriso"                             | 3:29    |  |
| 13. | "Tempo Pra Você"                          | 4:12    |  |
| 14. | "A Pé"                                    | 2:59    |  |

| Faixa multimídia |                                        |         |  |
| N.º              | Título                                 | Duração |  |
| 1.               | "Você Vai Estar Na Minha" (videoclipe) | 3:27    |  |

## Posições nas paradas
| Parada (2006)   | Melhores posições |
| --------------- | ----------------- |
| Brasil - ABPD   | 1                 |
| Brasil - TOP 40 | 1                 |

## Vendas e certificações
| País / Certificadora | Certificação | Vendas  |
| -------------------- | ------------ | ------- |
| Brasil (ABPD)        | Platina      | 150.000 |